# 雫月ねね
雫月 ねね（しづき ねね、1980年2月2日 - ）は、日本のAV女優。

## 人物・プロフィール
- 出身地：東京都  全削除
- 身長：155cm  全削除
- スリーサイズ：B87cm、W58cm、H85cm
- 血液型：o型

## 出演作品

### アダルトビデオ
- エッチなお姉さんに誘われて 13（2004年3月7日、クリスタル映像）  全削除
- 背徳の好奇心 シャワータイム 雫月ねね（2005年1月4日、ジャパンイメージコミュニケーション）  全削除
- ナイスボディお姉さん4時間SPECIAL 7（2005年1月21日、クリスタル映像）  全削除
- 新・痴漢（秘）劇場「淫らな肉芽いじり」＆「誘ってくる秘唇」2タイトルスペシャルセット（2005年8月26日、竹書房）  全削除
- TEN GAL’S SEX!! 10名のいい女 逆ナンパSEX3時間（2006年4月11日、ルミナス企画）
- ザ・筆おろし 29（2007年5月28日、クリスタル映像）  全削除
- 夏濡れ浴衣美人 田坂菜月、雫月ねね、上原ふみ、平瀬ゆき、春野さくら (2009年8月10日、NEXT GROUP)  全削除